# Richard Herrmann (Fußballspieler)
Richard Herrmann (* 28. Januar 1923 in Katowice, Woiwodschaft Schlesien, Polen; † 27. Juli 1962 in Frankfurt am Main) war ein deutscher Fußballspieler. Er spielte als Stürmer und im Mittelfeld von 1934 bis 1945 für den 1. FC Kattowitz und den FSV Frankfurt (1947–1960). Er gehörte in der Nachkriegszeit zu den ersten Spielern der deutschen A-Nationalmannschaft und zählte zum Aufgebot, das bei der Weltmeisterschaft 1954 den Titel gewann.

## Karriere

### Vereine

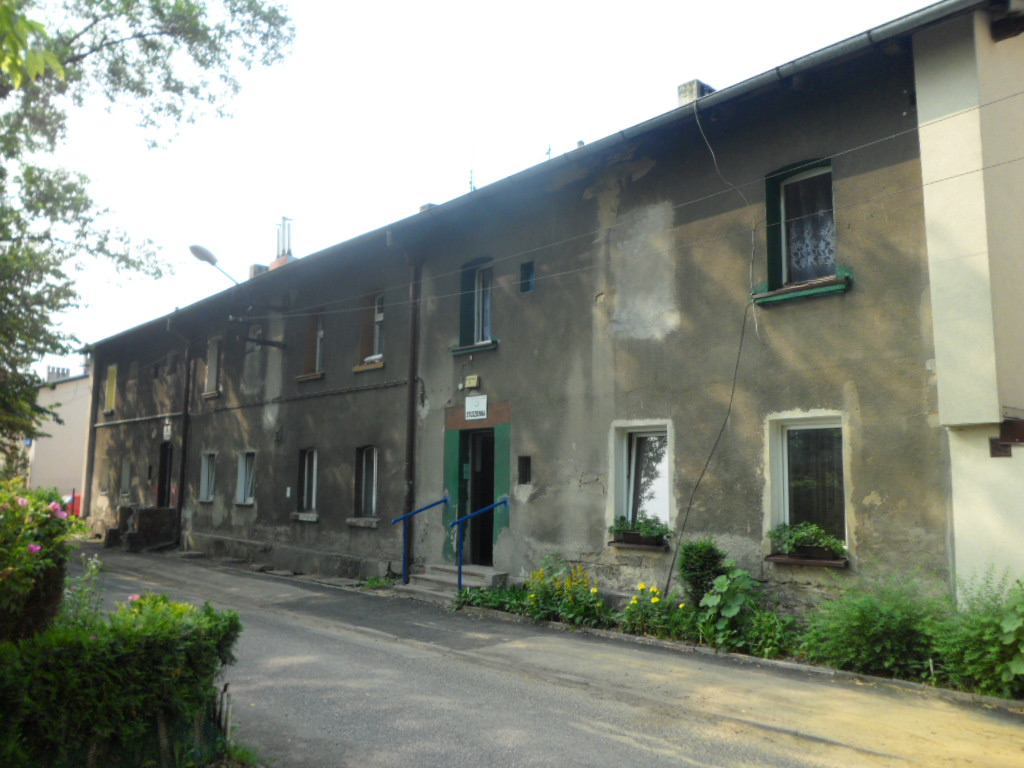
Das Familienhaus von Richard Herrmann in Kattowitz

Richard Herrmann begann in seiner Geburtsstadt beim 1. FC Kattowitz mit dem Fußballspielen und debütierte während des Zweiten Weltkrieges in der Seniorenmannschaft, die in der Gauliga Oberschlesien antrat. Als Wehrmachtssoldat geriet er in englische Kriegsgefangenschaft und wurde im Internierungslager Camp 1008 in Derby untergebracht. Dort wurden die Späher von Derby County auf ihn aufmerksam, und Herrmann bekam nur deshalb keinen Vertrag bei den „Rams“, da der englische Verband keine Spielgenehmigung erteilen wollte. Im Kriegsgefangenenlager hatte Herrmann auch den Buchdrucker Alfred Ludwig aus dem Frankfurter Stadtteil Bornheim kennengelernt. Ludwig nahm den Mann aus Kattowitz, der seine Heimat verloren hatte, sowie Werner Blechschmidt nach der Entlassung 1947 mit nach Frankfurt.

Der Gehaltszettel des Vertragsspielers wies für den Monat Mai 1952 einen Betrag von 339,05 DM aus (entspricht ca. Euro)

Beide spielten ab der Saison 1947/48 für den FSV Frankfurt, Blechschmidt als Außenläufer und Herrmann im Sturm. Am 14. September 1947 bestritt der Mann aus Oberschlesien für den FSV das erste Spiel in der Oberliga Süd. Die Mannschaft vom Stadion am Bornheimer Hang holte sich dabei mit einem torlosen Unentschieden einen Punkt beim FC Bayern München. Das FSV-Tor hütete Ex-Nationalspieler Willibald Kreß und Richard Herrmann versuchte auf Halblinks das Kombinationsspiel der Frankfurter auf Touren zu bringen. Herrmann bestritt für die Schwarz-Blauen in seiner ersten Saison 37 Oberligaspiele, erzielte 20 Tore und galt alsbald als einer der schnellsten deutschen Stürmer.
Seine überzeugende Saisonleistung wurde durch die Berufung in die Auswahlmannschaft von Süddeutschland beim Repräsentativspiel am 19. Mai 1948 in Frankfurt gegen die Kombination Nord-West belohnt. Beim 2:1-Erfolg der Süddeutschen bildete er mit Robert Schlienz den linken Flügel und lieferte sich häufige Duelle mit Paul Janes, der sich als rechter Verteidiger diesem Tandem entgegenstellte. Mit seinen Mitspielern Willi Rado, Otto Dehn, Heiner Dietsch und Philipp Nold konnte sich Herrmann mit dem FSV in den Anfangsjahren der Oberliga Süd gut behaupten. Von 1947 bis 1951 gab der FSV im Frankfurter Fußball den Ton an und konnte sich in der Abschlusstabelle der Oberliga immer vor der Eintracht platzieren. Die Lokalderbys zwischen dem FSV und der Eintracht waren das Salz in der „Oberliga-Suppe“.
Als die Eintracht den Stadtteilverein nach dem Gewinn der Oberliga-Meisterschaft 1953 immer mehr auf Distanz halten konnte, ging es mit den „Bernemern“ rapide abwärts. Das konnte auch der in Bornheim wegen seines bescheidenen Wesens sehr beliebte Richard Herrmann mit seiner hervorragenden Spielweise – ausgezeichnete Ballführung, großes Laufvermögen, präzise Schüsse und stets präsente Kampfkraft – nicht verhindern. Er blieb dem FSV aber auch in diesen Zeiten treu, 1952 schlug er ein Angebot vom AC Turin aus, was mit einem Handgeld von 60.000 Mark gekoppelt war.
Mit der Stadtauswahl Frankfurt trat Richard Herrmann am 26. Oktober 1955 im Messe-Pokal gegen die Stadtauswahl Londons im Wembley-Stadion an. Nach einer überraschenden 2:0-Halbzeitführung der Hessen, die vom Kickers-Coach Paul Oßwald betreut wurden, drehte die Londoner Auswahl mit Toren von Bedford Jezzard und Bobby Robson das Spiel noch zu einem 3:2-Erfolg um. Zum 5:1-Heimerfolg gegen die Stadtauswahl Basels am 20. Juni 1956 steuerte der FSV-Ehrenspielführer ein Tor bei. Doppelt trafen Mittelstürmer Berthold Buchenau vom FSV sowie Alfred Pfaff von Eintracht Frankfurt.
In der Oberliga Süd beendete Richard Herrmann am 11. Oktober 1959 in der Begegnung mit dem Karlsruher SC seine Laufbahn. Eine schwere Knieverletzung zwang das FSV-Idol zur Aufgabe. Insgesamt hat er für den FSV Frankfurt von 1947 bis 1960 in der Oberliga 320 Spiele absolviert und dabei 100 Tore erzielt. Kurze Zeit trainierte er danach noch Seckbach 02.

### Auswahl-/Nationalmannschaft
Zehn Tage vor dem ersten Länderspiel nach dem Zweiten Weltkrieg, am 12. November 1950, fand in Frankfurt am Main ein Repräsentativspiel von Süddeutschland gegen Westdeutschland statt. Richard Herrmann fand dabei den Gefallen von Bundestrainer Sepp Herberger, der ihn daraufhin zum ersten Nachkriegsländerspiel der A-Nationalmannschaft einlud. Herrmann bildete im Spiel gegen die Schweizer Nationalmannschaft am 22. November 1950 in Stuttgart gemeinsam mit Bernhard Klodt, Max Morlock, Ottmar Walter und Fritz Balogh die Stürmerreihe der deutschen Mannschaft.
Im Jahre 1951 kam der FSV-Angreifer in den Spielen des DFB-Teams gegen die Nationalmannschaften der Türkei, Österreichs und Irlands zu drei weiteren Einsätzen. Als am 9. November 1952 der Kölner Hans Schäfer auf Linksaußen sein erfolgreiches Nationalmannschaftsdebüt mit zwei Toren beim 5:1-Erfolg gegen die Nationalmannschaft der Schweiz gab, war die Konkurrenzsituation im deutschen Sturm auf den Flügelpositionen mit den Aspiranten Helmut Rahn, Bernhard Klodt, Felix Gerritzen, Bernhard Termath und Herrmann beachtlich.
Im Mai 1953 führte Bundestrainer Herberger mit seinem erweiterten Kader drei Testspiele gegen die britische Profimannschaft Bolton Wanderers durch. Hermann kam in allen drei Begegnungen zum Einsatz. Als die A-Nationalmannschaft am 22. November 1951 in Hamburg mit einem überzeugenden 5:1-Erfolg gegen die Nationalmannschaft Norwegens das WM-Qualifikationsrückspiel gewann, stürmte der Frankfurter an der Seite von Mannschaftskapitän Fritz Walter am linken Flügel. Auch im letzten Länderspiel vor der Weltmeisterschaft 1954 in der Schweiz, am 25. April 1954 in Bern gegen die Eidgenossen, stürmte Herrmann in der mit 5:3 Toren siegreichen deutschen Mannschaft.
Im Turnier der Weltmeisterschaft wurde er für das Vorrundenspiel am 20. Juni in Basel gegen den klaren Turnierfavoriten Ungarn nominiert. Gemeinsam mit Alfred Pfaff von Eintracht Frankfurt bildete er den linken Flügel. In der 83. Spielminute beendete er das muntere Toreschießen der Mannen um Ferenc Puskás mit seinem Treffer zum 3:8-Endstand. Mit seinem achten Länderspieleinsatz endete die Nationalmannschaftskarriere von Richard Herrmann. Als Herberger am 25. April 1956 – nach der 1:2-Niederlage vom 14. März gegen die Nationalmannschaft der Niederlande und vor der 1:3-Niederlage am 26. Mai gegen die Nationalmannschaft Englands – im Essener Uhlenkrug ein Testspiel der DFB-Auswahl gegen Rot-Weiss Essen austrug, setzte er allerdings nochmals am linken Flügel auf den Akteur vom FSV Frankfurt.

## Familie, Tod, Ehrung
Richard Herrmann heiratete 1948 seine Frau Lilo, mit der er zwei Söhne hatte, die selbst für den FSV Frankfurt Fußball spielten.
Richard Herrmann verstarb bereits im Alter von 39 Jahren an einer Leberzirrhose. Diese rührte von einer „akuten, parenteralen […] Viruserkrankung“ her, die während der Weltmeisterschaft 1954 mittels verunreinigter Spritzen mit Vitamin C oder auch mit dem Methamphetamin Pervitin (auch Hitlers „Wunderpille“ oder „Panzerschokolade“ genannt) übertragen wurde. Die Spritzen hatte der Mannschaftsarzt Franz Loogen verabreicht, wodurch der Großteil der Nationalmannschaft von längerfristigen Leberschäden („Hepatitis C“) erfasst wurde.
Er wurde unter großer Anteilnahme der Bevölkerung auf dem Bornheimer Friedhof beigesetzt. An der Trauerfeier nahmen auch die Spieler der Nationalmannschaft von 1954 mit ihrem Trainer Sepp Herberger teil.
Richard Herrmann gilt beim FSV noch heute als großes Fußball-Idol. Der Platz vor der Südtribüne des 2008/09 grundlegend umgebauten Stadions am Bornheimer Hang wurde 2010 offiziell nach Richard Herrmann benannt.